# 岩谷山梔子
岩谷 山梔子（いわや くちなし、1883年（明治16年）1月30日 - 1944年（昭和19年）1月4日）は、日本の俳人、俳画家、編集者。別号に木丹亭、黙堂など。本名は健治。青森県出身。

## 経歴
1883年（明治16年）に青森県青森町（現・青森市）に生まれる。10代でカリエスに罹り療養する中で俳句を始め、地元の俳句会「不来会」に参加、20歳で高浜虚子の「ホトトギス」に入会、河東碧梧桐が選者をしていた新聞「日本」にも投句する。碧梧桐の行脚（第一次「三千里」）の際に碧梧桐と会い傾倒。碧梧桐は後に山梔子の句集『山梔子第一句集』の序文で「其の時分の山梔子は世間苦も人間苦も知らないやうなウブな、さうして田舎者の山だしな本質を丸出しにした言はば荒削りな書生だつた。『日本俳句』に投稿することが其の唯一仕事であつたやうに見えた。全生活を句作に打込んでゐたと言つていい。」と書いている。また同じく序文において「浅虫温泉に冬籠りしてゐた時、三日に一度位よく尋ねて来た。仕事を終つた夕飯の炉辺に其の姿を見ることは私の一つの楽みだつた。物も言はないで、にこにこしながら一處に酒を飲み出す時分の山梔子は、胸に一杯になつた嬉しさの迸ばしる観があつた。青森から龍飛を見る為めに半島を五日がゝりであるいた時も、山梔子が道づれだつた。三厩附近で雨中に林檎の花を見つけた時、私はまるで山梔子といふ人間が花になつたやうだと思つたこともあつた。」とも述懐している。1910年（明治43年）には大谷句仏の俳句結社「懸葵」にも入会、京都に住み、俳誌『懸葵』の編集者となる。以来、大須賀乙字の『自選 乙字俳論集』『乙字俳句集』や浪化の『浪化俳句集』、『本願寺歴代法子句纂』など多くの句集や俳論集を編纂する。山梔子の作品は郷土の「青森県近代文学館」に展示されている。1944年、胃潰瘍のため61歳で没。

## 句集
- 『山梔子第一句集』（1924年・紫苑花）

## 主な編著
- 『自選 乙字俳論集』（1925年・紫苑社）
- 『年刊句集』（1926年・紫苑社）
- 『泰山俳句集』（1932年・泰山俳句集刊行会）
- 『浪化俳句集』（1932年・俳林叢刊刊行会社）
- 『乙字俳句集』（1933年・紫苑社）
- 『本願寺歴代法子句纂』（1935年・俳林叢刊刊行会社）